# ولادیمیر قالومیان
ولادیمیر باگراتی قالومیان (ارمنی: Վլադիմիր Բագրատի Ղալումյան؛  زادهٔ ۱۶ ژانویهٔ ۱۹۳۲ - درگذشته ۱۱ مهٔ ۲۰۱۹) کشاورز، دولت‌مرد اهل ارمنستان بود.

## زندگی‌نامه
وی در ۱۶ ژانویهٔ ۱۹۳۲ در سوکار به دنیا آمد و از دانشگاه ملی علوم کشاورزی ارمنستان (۱۹۵۵) فارغ‌التحصیل گشت. همچنین برندهٔ جوایزی همچون نشان آنانیا شیراکاتسی (۲۰۱۲) و نشان پرچم سرخ کار شده است. وی در ۱۱ مهٔ ۲۰۱۹ در سن ۸۷ سالگی در ایروان درگذشت.